# Antrocephalus nasutus
Antrocephalus nasutus är en stekelart som först beskrevs av Holmgren 1868.  Antrocephalus nasutus ingår i släktet Antrocephalus och familjen bredlårsteklar. Inga underarter finns listade i Catalogue of Life.